# Соколов, Николай Власьевич
Николай Власьевич (Васильевич) Соколов (7 (19) мая 1813 — 21 апреля (3 мая) 1891, Санкт-Петербург) — генерал-майор, основоположник российской школы фехтования, старший учитель фехтования войск Гвардии. Внёс особый вклад в развитие фехтования в России. Считается, что Соколов Н. В. и Сивербрик И. Е. зародили отечественную методику обучения фехтованию.
Николай Власьевич является автором книги «Начертания правил фехтовального искусства», изданной в 1843 году. Её считают первой книгой по фехтованию на русском языке, изданной в России и написанной именно русским автором. В ней Соколов изложил технику и методику обучения фехтованию. Также Соколов написал книгу «Правила искусства фехтованья пикою».

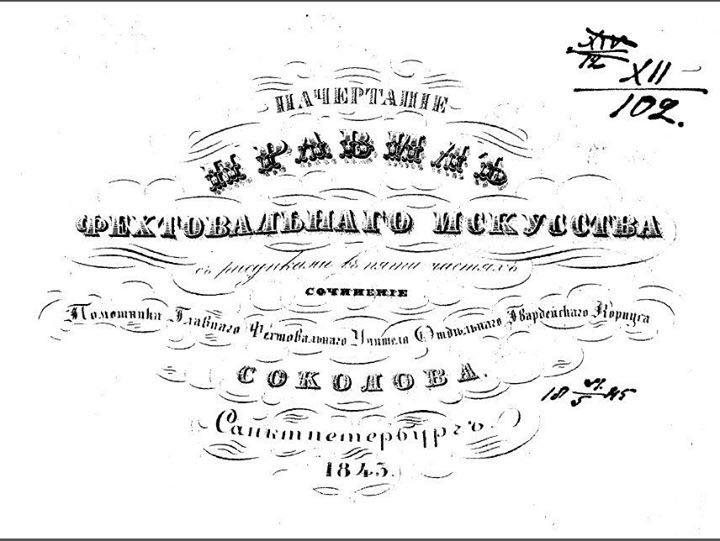
Обложка книги Соколова Н. В. «Начертание правил фехтовального искусства», 1843 год

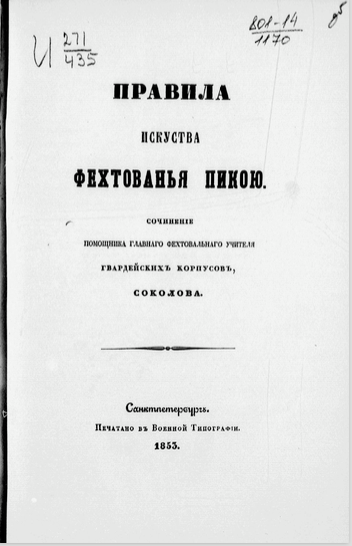
Обложка книги Соколова Н. В. «Правила искусства фехтованья пикою», 1853 год

## Биография
С 1849 по 1850 год Соколов в чине прапорщика занимал должность главного фехтовального учителя Гвардейского корпуса. В это время он проживал в казармах лейб гвардии Московского полка. Располагались казармы на Набережной реки Фонтанки.
В 1856 году был назначен фехтмейстером, получил благодарность и приказом № 146 по Гвардейскому и Гренадерскому корпусам был произведён из подпоручиков в поручики.
С 1860 по 1861 годы был фехтовальным учителем штаба отдельного Гвардейского корпуса в чине штабс-капитан. Его помощником был Семён Моисеевич Акара.
С 1867 по 1868 годы был в старшем обер-офицерском чине кавалерии — Ротмистр (капитан). В эти годы проживал по набережной реки Фонтанки в 23-й квартире дома № 82.
Высочайшим приказом от 30 августа 1879 года был произведён в полковники. В последние годы службы занимал должность старшего учителя фехтования войск Гвардии.
Не позже 1886 года был произведён в генерал-майоры и уволен от службы. Скончался в Санкт-Петербурге 21 апреля (3 мая) 1891 года, похоронен там же на Волковском кладбище.

## Семья
Соколов был женат. Вдова Мария Никитична умерла 18 (30) марта 1898 года, в возрасте 68 лет. Похоронена рядом с мужем на Волковском кладбище в Санкт-Петербурге.

## История

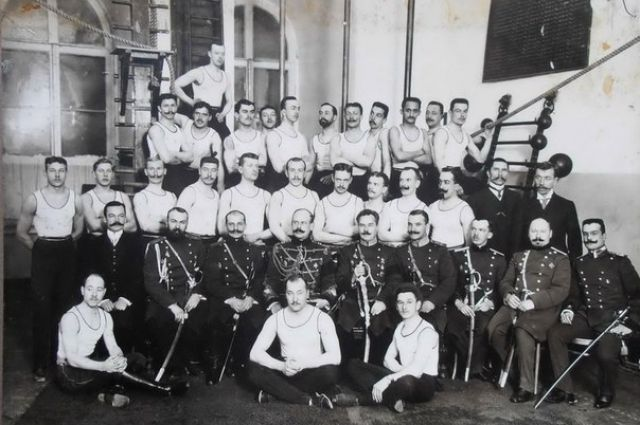
Офицеры-преподаватели Главной гимнастическо-фехтовальной школы в Петербурге

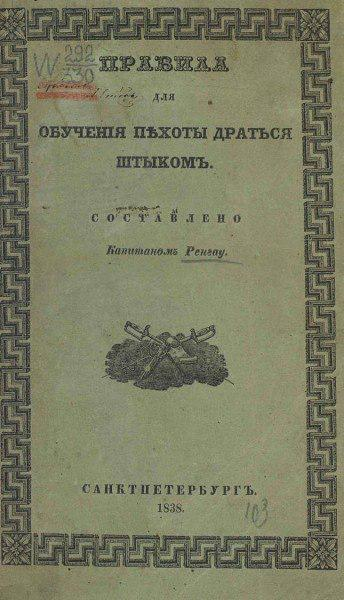
Обложка книги капитана Ренгау «Правила для обучения пехоты драться штыком», 1837 год

В начале XIX века среди русских фехтовальщиков выделяют несколько блестящих мастеров и преподавателей, но именно Н. В. Соколова считают одним из основоположников российской школы фехтования и прародителем отечественной методики обучения фехтованию. Он сыграл особенно значительную роль в развитии русского фехтования, как и Сивербрик Иван Ефимович.
В России того времени одной из форм организации занятий любителей фехтования были частные фехтовальные училища, а также частная практика преподавателей фехтования. Для этой цели они содержали специальные залы. Так же фехтование становилось популярным и в университетах. С 1812 года оно вошло в программу Харьковского университета, а с 1835 года — Гельсингфоргского.
Тогда солдат обучали фехтованию по методу капитана Ренгау. Главным конкурентом Ренгау был тогдашний главный Фехтовальный учитель Гвардейского Корпуса Александр Васильевич Вальвиль. Николай Соколов как раз был его учеником и помощником.
Ренгау встретился с критикой своей методики обучения. Так, начальник штаба действующей армии просил императора об «отмене обучения фехтования на штыках» (из письма начальника штаба), так как «приёмы фехтования на штыках по методу Ренгау требуют большого напряжения сил и оные выносить могут только те из обучающихся, которые сильны и крепко сложены». Система Ренгау, как утверждалось, сложна для обучения. На освоении приёмов требовалось много времени и, чаще всего, в ущерб другой подготовке солдат.
Сам император был убеждён, что «искусство фехтования во многих случаях может быть полезно, особенно в единичном бою». Чтобы найти компромисс, он создал Особый комитет и этот комитет должен был вынести вердикт по системе Ренгау о том, как и в каком объёме необходимо проводить обучение солдат фехтованию на штыках. Выводы Комитета император одобрил и на основании приказа № 84 по Военному ведомству от 27 октября 1837 года отменялось обучение фехтованию на штыках по системе Ренгау. И считается, что именно после отмены методики обучения Ренгау на сцену выходят русские специалисты фехтования на штыках. Именно после этого в 1843 году печатается книга поручика Соколова «Начертания правил фехтовального искусства», уже тогда занимавшего должность помощника главного фехтовального учителя Гвардейского корпуса Александра Вальвиля. В этой своей книге он изложил технику фехтования и методику обучения.
В 1855 году в Петербурге открылся Фехтовально-гимнастический зал Отдельного гвардейского корпуса, было учреждено первое в истории русского фехтования общество, которое имело официальный устав. Именно здесь в 1860 году прошли первые в России официальные соревнования по фехтованию среди офицеров на рапире, эспадроне и винтовке с эластичным штыком.
Известно, что в 1863 году фехтмейстер Соколов обратился с рапортом к начальнику военно-учебного заведения, в котором писал, что оружие для обучения фехтованию должно иметь форму, размер и вес, т.к в военном деле необходимо обучать примерно тому, что потребуется на войне. Рапорт Соколова был направлен в Совет военно-учебного заведения, но не имел дальнейшего хода.

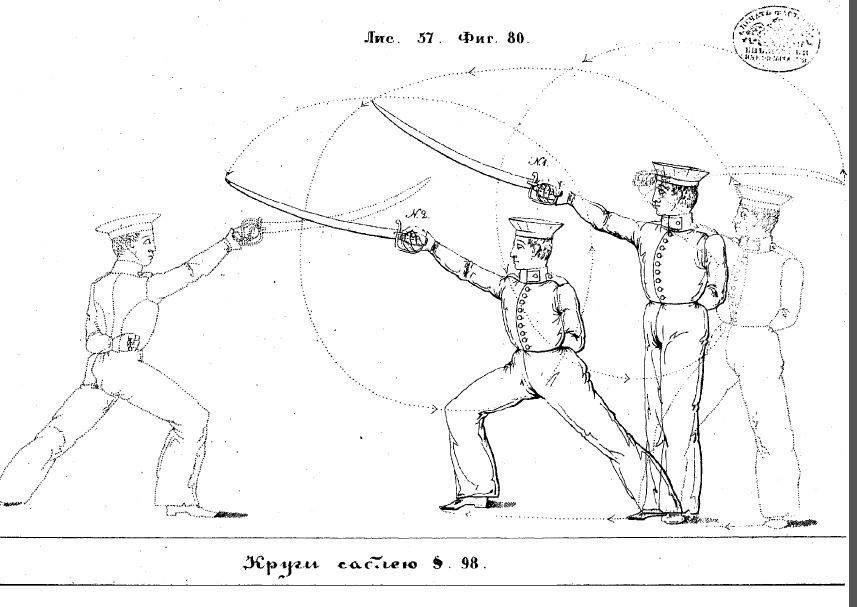
Страница из книги Соколова Н. В. «Начертание правил фехтовальнаго искусства», 1843 год

## Книги

### «Начертание правил фехтовальнаго искусства»
Это первая книга по фехтованию, которая вышла в России в 1843 году на русском языке. За основу Соколовым была взята французская школа фехтования, популярная в XIX веке в Российской империи. Книга написана для руководства в войсках Отдельного гвардейского корпуса и в военно-учебных заведениях. Всего в книге представлено 95 гравюр с техническими элементами. До того, как Соколов издал свою книгу, единственным авторитетным руководством по фехтованию на русском языке в то время считалась книга «Искусство фехтовать во всем его пространстве, новое описание со всеми нужными познаниями, как хорошо владеть шпагою» преподавателя фехтования Бальтазара Фишера, вышедшая в 1790 году.

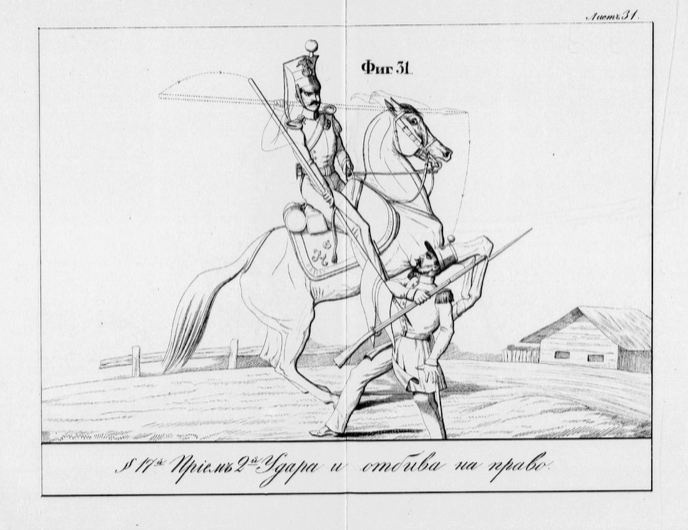
Страница из книги Соколова Н. В. «Правила искусства фехтованья пикою», 1843 год

### «Правила искусства фехтованья пикою»
Это руководство Николай Власьевич написал в 1853 году. «В основу составленных мною правил, я положил мои же правила искусства фехтованья и, призвав на помощь мой двадцатитрехлетний опыт, написал что мог. Везде на бою в употреблении пика, но ни одна европейская военная литература не представляет сколько-нибудь удовлетворительнаго учебника или руководства, как владеть ею», — пишет автор.
Книга содержит 5 разделов:
- пика против пики сидящего на лошади;
- сидя на лошади против палаша или сабли кавалериста или штыка пехотинца, а также поражение пехоты;
- против пешего кавалериста или штыка пехотинца;
- пешего против кавалериста с пикой;
- пешего кавалериста против сабли или палаша кавалериста пешего или сидящего на лошади

## Награды
- Орден Святой Анны 3-й степени (1861).
- Орден Святого Владимира 4-й степени с бантом за 25 лет выслуги в офицерских чинах (1878).
- Орден Святого Станислава 2-й степени (1883).